# Thifensulfuron-methyl
Thifensulfuron-methyl ist ein Pflanzenschutzwirkstoff und gehört zur Klasse der Sulfonylharnstoff-Herbizide. Es ist ein weißer Feststoff.

## Geschichte
Thifensulfuron-methyl wurde von DuPont entwickelt und 1982 eingeführt.

## Wirkung
Thifensulfuron-methyl ist ein selektives Herbizid. Der Wirkstoff dient als Inhibitor. Dabei wird die Biosynthese der Aminosäuren L-Isoleucin und L-Valin, also essentieller Aminosäuren, inhibiert. Dadurch wird die Zellteilung gehemmt, sodass es zum Wachstumsstillstand kommt und die Unkräuter absterben.

## Verwendung
Es wird hauptsächlich gegen Unkräuter im Getreide- und Sojabohnenanbau eingesetzt.

## Umweltaspekte
Thifensulfuron-methyl ist chronisch gewässergefährdend.

## Zulassungsstatus
In Deutschland, in der Schweiz und in der EU sind Pflanzenschutzmittel zugelassen, die diesen Wirkstoff enthalten.